# PANDORA (押尾コータローのアルバム)
『PANDORA』（パンドラ）は、日本のギタリスト、押尾コータローの12枚目のアルバム。2014年7月30日にSME Recordsから発売された。

## 解説
CD2枚組コラボレーション・アルバム『Reboot & Collabo.』から1年3ヶ月ぶり、オリジナル・アルバムは『Hand to Hand』以来3年半ぶり。
モーリス・ラヴェルの「亡き王女のためのパヴァーヌ」のカバーを収録。
ツアー「PANDORA」が9月19日のNHK大阪ホールから、11月8日のBunkamuraオーチャードホールまで16公演にわたり開催された。

## 収録曲
| 全編曲: 押尾コータロー。 |                                |           |                    |      |
| #                        | タイトル                       | 作詞      | 作曲               | 時間 |
| 1.                       | 「In the beginning」           |           | 押尾コータロー     | 1:54 |
| 2.                       | 「彼方へ」                     |           | 押尾コータロー     | 3:43 |
| 3.                       | 「いつか君と」                 |           | 押尾コータロー     | 3:50 |
| 4.                       | 「誘惑」                       |           | 池田公洋           | 4:01 |
| 5.                       | 「月のナミダ」                 |           | 押尾コータロー     | 4:05 |
| 6.                       | 「亡き王女のためのパヴァーヌ」 |           | モーリス・ラヴェル | 5:00 |
| 7.                       | 「恋の夢」                     |           | 押尾コータロー     | 3:34 |
| 8.                       | 「キラキラ」                   |           | 押尾コータロー     | 3:26 |
| 9.                       | 「Legend 〜時の英雄たち〜」    |           | 押尾コータロー     | 4:53 |
| 10.                      | 「Marble」                     |           | 押尾コータロー     | 4:00 |
| 11.                      | 「タイムカプセル」             |           | Tak Miyazawa       | 3:59 |
| 12.                      | 「星の贈り物」                 |           | 押尾コータロー     | 5:27 |
| 13.                      | 「NOW OR NEVER」               |           | 押尾コータロー     | 3:52 |
| 14.                      | 「美しき人生」                 |           | 押尾コータロー     | 4:05 |
| 合計時間:                | 合計時間:                      | 合計時間: | 55:49              |      |